# Ormosia lackschewitzi
Ormosia lackschewitzi là một loài ruồi trong họ Limoniidae. Chúng phân bố ở miền Cổ bắc.